# كاساندرا بي. وايت
كاساندرا بي. وايت (بالإنجليزية: Cassandra B. Whyte) هي أكاديمية أمريكية، ولدت في 1947.